# Филиппов, Иван Борисович
Иван Борисович Филиппов (род. 21 сентября 1982, Москва) — российский журналист, писатель, кинокритик и сценарист.

## Биография
Родился в 21 сентября 1982 года в Москве. Закончил исторический факультет МГУ.
Работал журналистом-новостником на сайте Newsru.com. Вёл рубрику «Дежа-вю» в деловом журнале «Компания». В 2005—2008 годах работал в газете «Ведомости», занимаясь написанием статей про кино и телевидение. Также писал для GQ, Esquire, Forbes, Forbes Life и портала «Кинопоиск».
С 2008 года работал сценаристом в кинокомпании Александра Роднянского AR Content. Вёл Telegram-канал «Запасаемся попкорном», рассказывающий о сериалах. Совместно с главным редактором «Кинопоиска» Лизой Сургановой вёл подкаст о сериалах «В предыдущих сериях».
В марте 2022 года, после вторжения России в Украину, уехал в Тбилиси. Ведёт Telegram-канал «На Zzzzzападном фронте без перемен», рассказывающий о Z-пропаганде.
В конце 2023 года вышел роман «Мышь», описывающий постапокалипсис в Москве в начале 2020-х годов. Из-за цензурных ограничений роман выходит в крупнейшем эмигрантском издательстве Freedom Letters; в августе 2024 распространение романа было фактически запрещено в России.
12 апреля 2024 года Министерством юстиции России внесён в список физических лиц «иностранных агентов».